# Дамаск (аеропорт)

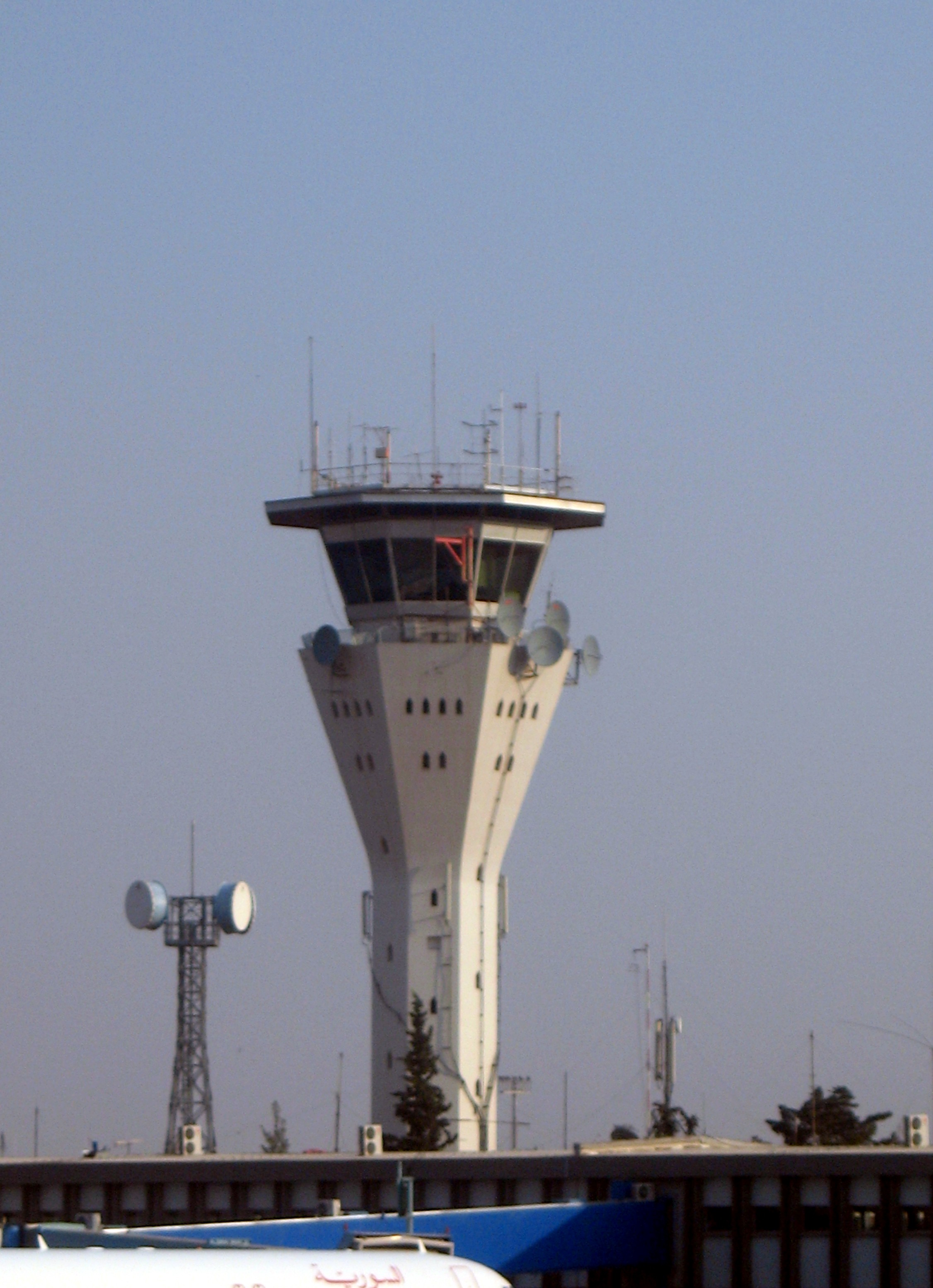
Контрольна вежа.

Міжнародний аеропорт «Дамаск» (араб. مطار دمشق الدولي, код ІАТА — DAM, код ІКАО — OSDI) — цивільний аеропорт, розташований в Дамаску, столиці Сирії. Офіційно відкритий в середині 1970-их, «Дамаск» є найзавантаженішим міжнародним аеропортом Сирії. У 2010, приблизно 5.5 мільйонів пасажирів скористалися послугами аеропорту, що більше, ніж на 50 %, порівнюючи з 2004.
З початку громадянської війни у Сирії, аеропорт і дороги, що до нього ведуть з перервами закривалися, і низка міжнародних авіакомпаній припинили польоти.

## Історія

### Громадянська війна у Сирії
Деякі авіакомпанії, які здійснювали регулярні рейси до Дамаска, такі як Emirates та Egypt Air, скасували рейси до Дамаска. British Airways зупинили польоти до Дамаска у травні 2012, тоді як Royal Jordanian зупинили у червні 2012. В листопаді та грудні 2012, інтенсивні бої відбувалися навколо аеропорту, що призвело до його закриття на два дні.
7 січня 2025 року, після падіння режиму Башара Асада, було оголошено, що аеропорт Дамаску почав виконувати міжнародні рейси.

## Умови
Аеропорт має два д'юті-фрі. Більший з них обслуговується сирійською компанією Ramak. Термінал також має кав'ярню, кілька сувенірних лавок, три ресторани та бізнес/першого класу готель.

## Авіалінії та напрямки

### Пасажирські
| Авіакомпанія         | Пункт призначення |
| -------------------- | --- |
| Air Algerie          | Алжир |
| Caspian Airlines     | Тегеран |
| Cham Wings Airlines  | Багдад, Джедда, Наджаф, Шарм-ель-Шейх |
| Iraqi Airways        | Багдад, Ербіль, Наджаф |
| Kish Air             | Тегеран |
| Sudan Airways        | Хартум |
| Syrian Arab Airlines | Абу-Дабі, Алеппо, Алжир, Амман, Бахрейн, Багдад, Бейрут, Каїр, Даммам, Дейр-ез-Зор, Доха, Дубай, Джедда, Хартум, Кувейт, Латакія, Москва, Наджаф, Камишли, Ер-Ріяд, Шарджа, Тегеран, Єреван |
| Taban Air            | Ісфахан |

### Вантажні
| Авіакомпанія | Пункт призначення   |
| ------------ | ------------------- |
| Cargolux     | Баку, Шанхай-Пудонг |

## Наземний транспорт
Транспорт до центрального Дамаска представлений таксі. Приватні автобусні компанії також пропонують послуги перевезення з аеропорту до центру Дамаска.

## Інциденти
- 10 листопада 1970, літак Douglas DC-3 авіакомпанії Saudia при здійсненні польоту з Амману, Йорданія до Ер-Ріяду, Саудівська Аравія був викрадений та спрямований до аеропорту «Дамаск»[4].